# Maria Tore Barbina
Maria Tore Barbina (22 juillet 1940 - 28 août 2007), née à Udine, était une poétesse et traductrice italienne.

## Biographie
Maria Tore Barbina était professeur de littérature latine à l'Université de Trieste et de paléographie latine à l'Université d'Udine.

## Ouvrages
- Dizionario pratico e illustrato Italiano-Friulano (Agraf, Udine, 1980)
- Saggio sulle scrittrici in lingua italiana (Rebellato, Torre di Mosto, 1984)
- Vocabolario della lingua friulana Italiano-Friulano (Verbi editore, Udine, 1991)
- Diplomi del monastero benedettino di S. Maria di Aquileia (Biblioteca Comunale di Verona, ms. 707 ; Gruppo Archeologico Aquileiese, 2000)

Traductions vers le frioulan
- Aristophane : Lisistrate (La Nuova Base, Udine, 1985)
- Gaspara Stampa : Rimis di Amôr (La Nuova Base, Udine, 1985)
- Emily Dickinson : Poesiis (La Nuova Base, Udine, 1986)